# Daldinia cuprea
Daldinia cuprea es una especie de hongo de la familia Hypoxylaceae. El género está dedicado al abate Daldini di Locarno.

## Clasificación y descripción de la especie
Esta especie se reconoce por presentar un estípite grueso, lo que la diferencia de otros representantes del género Daldinia. Posee un estroma cilíndrico a hemisférico-subgloboso, solitario, no ramificado, consistencia dura a corchosa, de 2.1 cm de diámetro x hasta arriba de 5.5 cm de longitud, con montículos periteciales conspicuos, de color púrpura pálido, estípite de hasta 2 cm de longitud x 0.7- 1.3 cm de diámetro; con montículos periteciales conspicuos; superficie ennegrecida y barnizado con la edad. El tejido entre los peritecios es blanquecino, compuesto por zonas alternas, Peritecio ovoide, 04.4-0.6 mm diam x 0.6-0.8 mm de largo. Ostiolos ligeramente papilados. Asca fracmentaria amiloide en reactivo de Melzer, discoide, de 0.5 µm x 2.5µm. Ascosporas morenas, fusiformes, lisas de 10-11.5 X 4.5-5.5 µm, con una hendidura germinal recta de menor tamaño que la espora.

## Distribución de la especie
Esta especie se distribuye principalmente en zonas tropicales. En México se ha colectado en Oaxaca, y en América del Sur, en Argentina y Paraguay y también se distribuye en África.

## Ambiente terrestre
Se desarrolla en áreas tropicales, es lignícola, es decir que crece sobre las ramas de algunas dicotiledóneas.

## Estado de conservación
Se conoce muy poco de la biología y hábitos de los hongos, por eso la mayoría de ellos no se han evaluado para conocer su estatus de riesgo (Norma Oficial Mexicana 059).